# Canton de Coulonges-sur-l'Autize
Le canton de Coulonges-sur-l'Autize est une ancienne division administrative française située dans le département des Deux-Sèvres et la région Poitou-Charentes.

## Géographie
Ce canton était organisé autour de Coulonges-sur-l'Autize dans l'arrondissement de Niort. Son altitude varie de 22 m (Saint-Pompain) à 261 m (Scillé) pour une altitude moyenne de 114 m.

## Représentation

### Conseillers généraux de 1833 à 2015
| Période | Période      | Identité                                        | Étiquette                  | Qualité                                                                                               |
| ------- | ------------ | ----------------------------------------------- | -------------------------- | --- |
| 1833    | 1848         | Jean Joseph Tonnet-Hersant                      | Majorité constitutionnelle | Ancien militaire Propriétaire, maire d'Ardin Député (1828-1829)                                       |
| 1848    | 1862         | Jean-Charles Plassiart                          |                            | Médecin, maire de Coulonges-sur-l'Autize                                                              |
| 1862    | 1867         | Charles Alexandre Plassiart (fils du précédent) |                            | Avocat, maire de Coulonges-sur-l'Autize                                                               |
| 1867    | 1870         | Gabriel Garos                                   |                            | Propriétaire à Magné, maire de Coulonges-sur-l'Autize                                                 |
| 1870    | 1871         | Marquis Louis-Jules de Cugnac                   |                            | Officier supérieur en retraite, propriétaire du château d'Épannes                                     |
| 1871    | 1883         | Jean Alcide Tonnet                              | Républicain                | Propriétaire, maire d'Ardin                                                                           |
| 1883    | 1907         | Marquis Paul Amédée Charles de Cumont           | Droite monarchiste         | Propriétaire à La Roussière, maire de Saint-Maixent-de-Beugné                                         |
| 1907    | 1913         | Alix Jean                                       | Républicain                | Propriétaire à Coulonges-sur-l'Autize Directeur de La Gazette du Palais                               |
| 1913    | 1929 (décès) | Louis Dutaud                                    | Rad.                       | Propriétaire Maire d'Ardin (1911-1912 et 1925-1929), conseiller d'arrondissement Sénateur (1927-1929) |
| 1929    | 1940         | Gaston Auchier                                  | Rad. Antimarxiste          | Médecin, maire d'Ardin                                                                                |
|         |              |                                                 |                            | |
| 1945    | 1949         | Gaston Auchier                                  | Rad.                       | Médecin, maire d'Ardin                                                                                |
| 1949    | 1967         | Philippe de Chabot (1896-1976)                  | DVD                        | Maire de Saint-Maixent-de-Beugné                                                                      |
| 1967    | 1979         | Michel Vallet                                   | SFIO puis PS puis DVG      | Médecin Maire d'Ardin (1959-1977)                                                                     |
| 1979    | 2004         | Gabriel Bichon                                  | DVD                        | Médecin Maire de Coulonges-sur-l'Autize (1971-1995)                                                   |
| 2004    | 2015         | Christian Bonnet                                | DVD                        | Agent immobilier Maire de Coulonges-sur-l'Autize Président de la communauté de communes Gâtine-Autize |

### Conseillers d'arrondissement (de 1833 à 1940)
| Période                                  | Période | Identité                            | Étiquette       | Qualité |
| ---------------------------------------- | ------- | ----------------------------------- | --------------- | --- |
| 1833                                     | 1839    | Hippolyte Honoré Ramier (1787-1857) |                 | Médecin, ancien chirurgien aux armées, propriétaire à Coulonges                                             |
| 1839                                     | 1845    | Jean Martin Placide Cochard         |                 | Officier de santé à Coulonges-sur-l'Autize                                                                  |
| 1845                                     | 1848    | Flavien Zacharie Morillon           |                 | Officier de santé, adjoint au maire de Coulonges                                                            |
|                                          |         |                                     |                 | |
| 1871                                     |         | M. Guiotton                         |                 | |
|                                          |         |                                     |                 | |
| 1886                                     |         | Anatole Lavoix                      | Républicain     | Fabricant de chaux, maire de Coulonges                                                                      |
|                                          |         |                                     |                 | |
| av.1898                                  | 1910    | Alphonse-Laurent Lavois             | Républicain     | Agriculteur, Président de la laiterie d'Uzelet, Ardin                                                       |
| 1910                                     | 1913    | Louis Dutaud                        | Républicain     | Propriétaire, maire d'Ardin (1911-1912 et 1925-1929)                                                        |
| 1913                                     | 1919    | Constant Schaeffer                  |                 | Agent-voyer retraité, Coulonges-sur-l'Autize                                                                |
| 1919                                     | 1934    | Jules Poussard                      |                 | Administrateur de la succursale de la Caisse d'Epargne de Niort, propriétaire à Coulonges                   |
| 1934                                     | 1940    | Jacques Sauvé                       | Union nationale | Propriétaire à Coulonges-sur-l'Autize                                                                       |
| 1940                                     |         |                                     |                 | Les conseils d'arrondissement ont été suspendus par la loi du 12 octobre 1940 et n'ont jamais été réactivés |
| Les données manquantes sont à compléter. |         |                                     |                 | |

## Composition
Le canton de Coulonges-sur-l'Autize groupait 14 communes et compte 10 914 habitants (population municipale) au 1er janvier 2009.
| Communes                | Population (2012) | Code postal | Code Insee |
| ----------------------- | ----------------- | ----------- | ---------- |
| Ardin                   | 1 211             | 79160       | 79012      |
| Béceleuf                | 680               | 79160       | 79032      |
| Le Beugnon              | 320               | 79130       | 79035      |
| Le Busseau              | 720               | 79240       | 79059      |
| La Chapelle-Thireuil    | 432               | 79160       | 79077      |
| Coulonges-sur-l'Autize  | 2 372             | 79160       | 79101      |
| Faye-sur-Ardin          | 620               | 79160       | 79117      |
| Fenioux                 | 708               | 79160       | 79119      |
| Puihardy                | 57                | 79160       | 79223      |
| Saint-Laurs             | 513               | 79160       | 79263      |
| Saint-Maixent-de-Beugné | 347               | 79160       | 79269      |
| Saint-Pompain           | 915               | 79160       | 79290      |
| Scillé                  | 379               | 79240       | 79309      |
| Villiers-en-Plaine      | 1 640             | 79160       | 79351      |

## Démographie
| 1962   | 1968   | 1975  | 1982  | 1990  | 1999  | 2006   | 2009   | - |
| ------ | ------ | ----- | ----- | ----- | ----- | ------ | ------ | - |
| 11 191 | 10 529 | 9 961 | 9 564 | 9 590 | 9 828 | 10 442 | 10 914 | - |

Entre 1999 et 2006, le canton gagne plus de 600 habitants (0,9 %/an). La proximité de Niort explique que les communes de Villiers-en-Plaine, Faye-sur-Ardin et Saint-Maixent-de-Beugné enregistrent plus de 2 % de croissance par an (jusqu'à 4,2 % pour Faye). Coulonges, Saint-Pompain et Béceleuf progressent également de plus de 1 %/an. Les autres communes sont stables ou perdent des habitants, notamment Puihardy, qui perd un quart de ses habitants et reste la commune la moins peuplée du département.

## Santé
Le canton dispose de quatre structures de santé (cabinet médical à Coulonges et un médecin à Coulonges, à Fenioux et à Villiers-en-Plaine), de deux pharmacies à Coulonges, de quatre infirmiers, d'une ambulance, de deux services de taxi, de quatre kinésithérapeutes et/ou ostéopathes, de deux dentistes, d'un orthophoniste, d'une podologue et de deux cabinets vétérinaires à Coulonges.